# Erchempert
Erchempert ou Herempert (Erchempertus en latin ; Erchemperto en italien) est un moine de l'abbaye du Mont-Cassin, écrivain et historien, probablement d'origine lombarde, peut-être d'origine noble, ayant vécu au IXe siècle. Il serait né dans la province de Caserte en Italie méridionale. Erchempert est considéré comme un historien et chroniqueur parce qu’il a écrit l’Historia Langobardorum Beneventanorum, "Histoire des Lombards de Bénévent" vers 889. Cette histoire continue celle de Paul Diacre, auteur d'une première Histoire des Lombards. Erchempert ajoute des précisions sur Bénévent et remanie l'interprétation de Paul Diacre qui avait raconté le règne des Lombards en Italie avec la chute du royaume devant Charlemagne (774) en perspective. Erchempert donne une bonne idée de l’éducation monastique de son temps, où l’histoire est une branche de la grammaire. Il écrit en tant que grammaticus (ou spécialiste de l'enseignement de la grammaire).

## L'ordre de Saint-Benoit

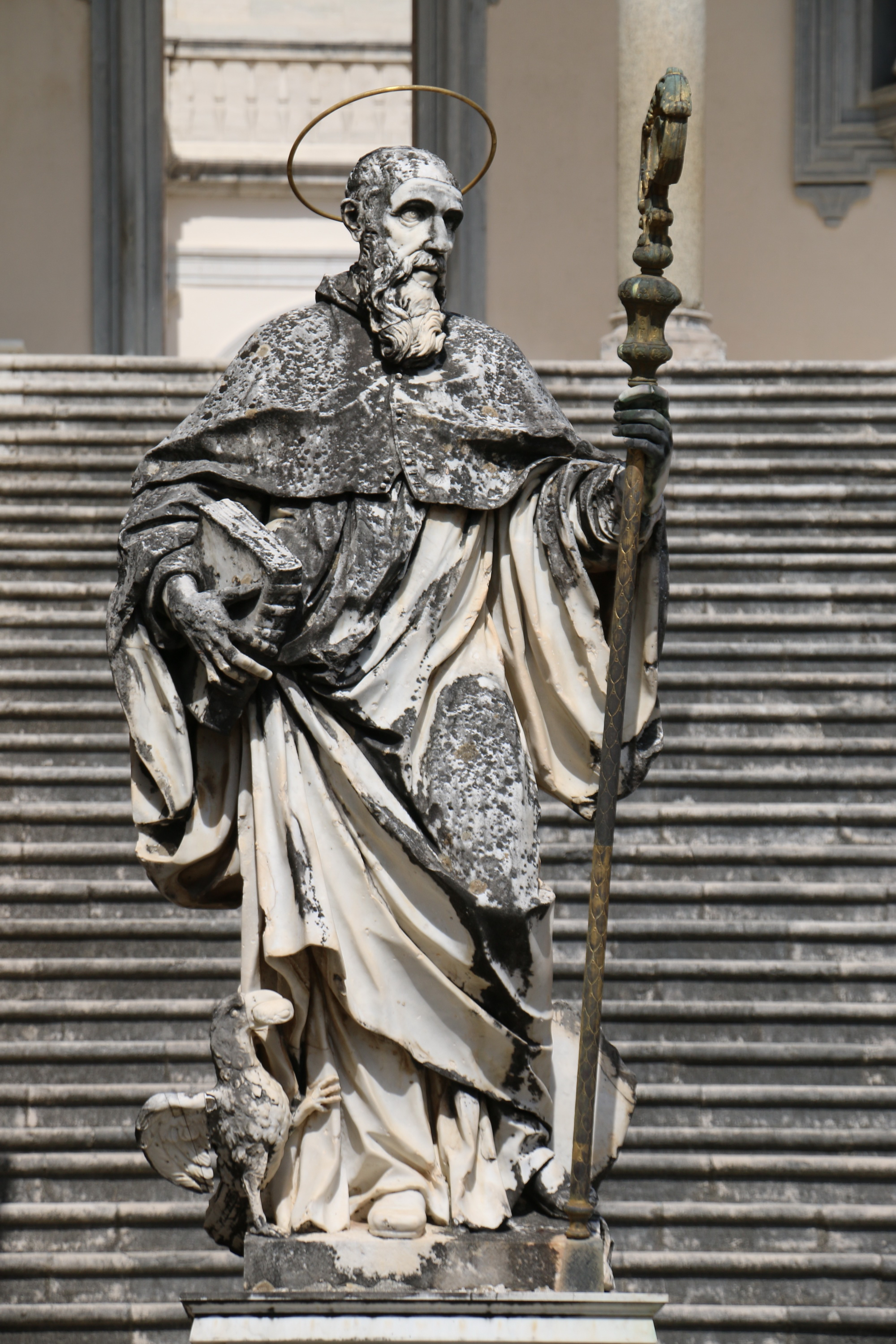
Statue de Saint-bénédictin à Monte Cassino

### Les fondements des Bénédictins
Erchempert est un moine bénédictin. Cet ordre a été fondé par Benoit du Nursie, auquel on attribue la rédaction de la Règle bénédictine. Cette Règle est la référence des moines bénédictins, puis de tous les moines quand les Carolingiens l'imposent comme norme dans leur empire avec la Réforme d'Aniane. 

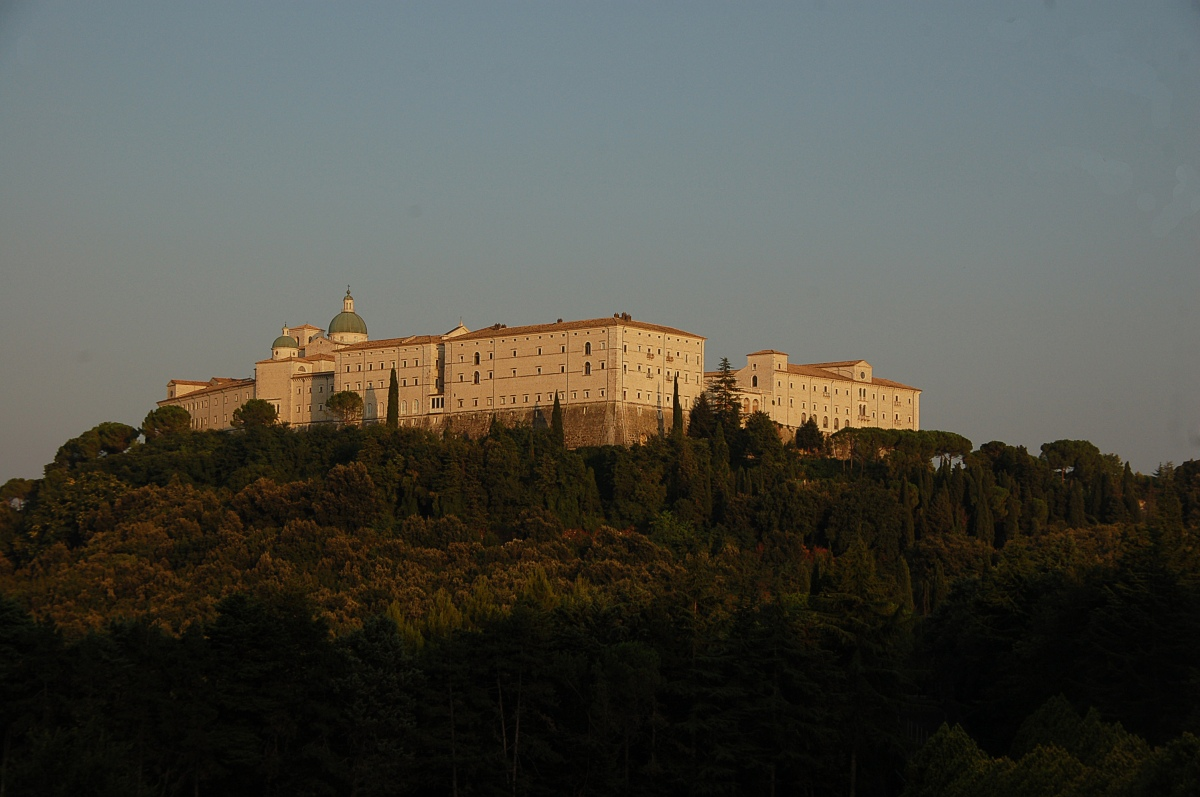
Monte Cassino

### Monte Cassino, le monastère d'Erchempert
Benoît a fondé l'Monte Cassino, mais le monastère fut abandonné lors de l'invasion lombarde. Rebâti, il est à nouveau pillé en 883. L'abbaye est un haut lieu de culture et d'éducation. « Most impressively, Benedictine monasteries preserved ancient literature that helped to make possible the cultural and religious achievements of the thirteenth century and the Renaissance of the fifteenth. »
Erchempert au sein de cette organisation monastique se trouve être primordial et c’est pour cette raison qu’il gardera toute sa vie une appartenance au Monte Cassino. Erchempert se retrouve avec plusieurs responsabilités au sein de l’abbaye, comme les relations avec le pape Leon III pour étendre leurs principes monastiques. Il était un représentant de l’abbaye à Rome et à Naples, c’est pour cette raison qu’il entretenait des relations avec les deux régions présentés. Les communications seront entreprises par lui, plusieurs lettres seront envoyées d’Erchempert lui-même. C’est dans cet établissement qu’Erchempert aura continué le travail de Paul Diacre sur l’histoire des lombards et leur chute en 888.

### L'éducation d'Erchempert
Premièrement, il est important de mentionner de quelle façon le livre d’Erchempert démontre que l’éducation monastique est en montée et que celle-ci se trouve à être très efficace tant au niveau de l’écriture, qu’au niveau politique ou même social. Cette façon d’écrire l’histoire d’Erchempert se rapport à une nouvelle forme de chronique qui se sépare de la chronique chrétienne classique traditionnelle qui perdurait dans ses années. Dans Historia Langobardorum Beneventanorum, l’histoire est une caractéristique importante qui n’existait pas encore dans les autres chroniques classiques.
Malgré le retard de la région sur les autres à l’Ouest, les monastères du Sud de l’Italie enseignaient des disciplines qui étaient tout aussi importantes. Benoit de Nursie, le fondateur de Monte Cassino, donne une grande importance à l’enseignement dû au fait qu’il croit fermement que cela permet un rapprochement avec Dieu et la foi. On donne ainsi une grande importance à la littérature, la grammaire, la musique, la poésie, la théologie et même la médecine. « … Monte Cassino likely made use of traditional programs of Roman education based upon the trivium (grammar, dialectic, and rhetoric) and quadrivium (arithmetic, music, geometry, and astronomy), which were to some extent followed in monasteries along with instruction in Christian doctrine. »
Pour terminer, il est important de mentionner qu’Erchempert est un des premiers auteurs de cette époque médiévale qui donne au lecteur un sens de l’époque dans laquelle il vivait. Cela s’explique par le fait qu’il était présent lors du plusieurs des évènements décrits dans son livre et il s’inclut souvent dans ceux-ci.

## Historia Langobardorum Beneventanorum

### Les Lombards et le contexte général
Avant le 9e siècle, l’Italie se trouvait entre les mains de l’empire byzantin et ce n’est qu’à la première moitié du 9e siècle que leur emprise s’est peu à peu effacée. Les Lombards prennent donc le pouvoir dans la région. Pour se défendre ils engageront des Arabes qui viennent d’Afrique. Ceux-ci envahissent les territoires du Sud de l’Italie pour pouvoir s’enrichir en volant les terres et les monastères de leur richesse. 
Dans le Sud, un peuple qui se fait nommer les Lombards prennent le pouvoir de la région. Plusieurs chefs se suivent durant leur règne qui dure en Italie, environ, de l’année 787 jusqu’à l’année 889. On peut nommer quelques-uns de ces chefs dût à leur importance sur les territoires au Sud l’Italie, Arichis II, Grimoald III, Grimoald IV, Sico et Sicard. Ceux-ci dirigent la région de Bénévent, là où réside Erchempert dans l’abbaye de Monte Cassino. Ces deux derniers dirigeants des Lombards ont été décrits par Erchempert dans son livre sur la chute de leur empire. « … strong and ruthless rulers, draining church treasuries and evincing an especially keen interest in tax collection throughout their extensive territory. » En d’autres termes, ces dirigeants lombards n’empêchent aucunement les attaques arabes qui sont régulières sur le territoire.
Le règne des Lombards se termine après plusieurs années à l’aide de l’empire carolingien au Nord du pays de l’Italie sous Louis II. La conquête du territoire du Sud de l’Italie prendra plusieurs tentatives à chasser toutes les menaces arabes du territoire et les Lombards perdront ainsi tout pouvoir politique. La première croisade sera un échec total et il faudra attendre la deuxième tentative pour qu’il y ait un résultat réel. Ce sera avec les demandes intensives de Monte Cassino, l’abbaye ou Erchempert aura appartenu toute sa vie, qu’il y aura une deuxième tentative de prendre le territoire et chasser les Lombards de ces terres. Cette tentative fonctionnera.

### Influence externe sur le livre
Comme expliqué ci-haut, Erchempert se base sur un auteur de son époque pour la continuité de son histoire.  Paul Diacre, ou Paul the Deacon, est le premier dans les années 786 à écrire un livre sur l’histoire des lombards, Historia langobardorum. Il s’est retiré à Monte Cassino pour écrire son texte. Le livre de Paul Diacre se consacre entièrement au règne du roi Liutprand. « L’Historia a pour propos et pour fil conducteur de suivre les étapes de la conquête territoriale de la gens et de ses souverains et, parallèlement, celles de leur conversion au catholicisme romain jusqu’à la réalisation de son unité politique et religieuse sous Liutprand. » On remarque ici que Paul Diacre évite complètement de parler de la chute de leur règne. C’est donc en 889 qu’Erchempert reprend le livre de Diacre, qui se trouvait à l’Abbaye où il a été associé toute sa vie, pour le façonné sur l’histoire du territoire de Bénévent et terminer l’histoire des lombards qui n’a pas été terminé par Paul Diacre. 

### L'histoire racontée par Erchempert
Premièrement, il faut comprendre que la seule information qui nous donne une indication qu’Erchempert était présent à cette époque se trouve à être le fait qu’il se mentionnait lui-même dans les évènements qui ont pris place dans le Sud de l’Italie. Il est également important de mentionner que le livre d’Erchempert n’est fondé sur aucune source qui nous est connue aujourd’hui, excepté le livre de Paul Diacre qui se trouve à être la base du livre d’Erchempert.
Erchempert commence son livre par expliquer comment les dirigeants lombards n’étaient pas compétents. Comme expliqué ci-haut, ceux-ci ont amené, en engageant des Arabes comme protecteurs de l’élite mais de la population. Cependant, en les engageants, ils ont amené des atrocités sur leur peuple ‘’innocent’’. Le peuple est devenu très pauvre en raison des attaques de ces groupes qui étaient censés les protéger et les monastères ont été dépourvus de leurs richesses également. Erchempert explique également à travers son livre que les lombards étaient des dirigeants qui n’étaient pas efficaces dans leur manière de gouverner et que ceux-ci étaient divisés en plusieurs petites élites. Cela fait en sorte se rendre presque impossible la tâche de gouverner le territoire du Sud de l’Italie et ceux-ci n’avaient aucune vision du futur, ce qui donne aux décisions politiques peu de portée dans leur action.
Ensuite, Erchempert démontre à travers son livre que les Lombards n’étaient pas des personnes qui respectaient des traités ou des alliances. Ceux-ci ne donnaient aucune importance aux nobles de leur propre influence ou ceux des autres empires. « The Capuans urged Louis II to come to southern Italy to fight the Muslims and promised to come out in force to help him. But when he arrived, the Capuans shut themselves in their city and refused to give Louis the assistance they had promised him. This action, in fact, led to the failure of the campaign against the Saracens. »On peut donc remarquer que les lombards n’avaient aucune intention d’aider une autre civilisation malgré le fait qu’ils signent des traités et donne des promesses.
Erchempert continue à donner plusieurs exemples pour démontrer à quel point les dirigeants lombards sont des gens qui n’aidaient aucunement la population des terres du Sud de l’Italie. Il finit cependant par donner son explication au pourquoi est-ce que leur règne aurait chuté. Il croit fermement que les attaques et les vols contre les monastères, plus précisément Monte Cassino, auraient causé la condamnation des dirigeants lombards et de leur armée arabe, ce qui aurait causé leur perte quelques années plus tard. Leur manque d’alliés et leur difficulté à gouverner cause également leur perte comme expliqué dans le texte ci-haut.